# 줄리아 재클린
줄리아 재클린(Julia Jacklin, 1990년 8월 30일 ~ )은 오스트레일리아의 싱어송라이터이다.

## 음반 목록
- Don't Let the Kids Win (2016)
- Crushing (2019)